# Lotus Elise

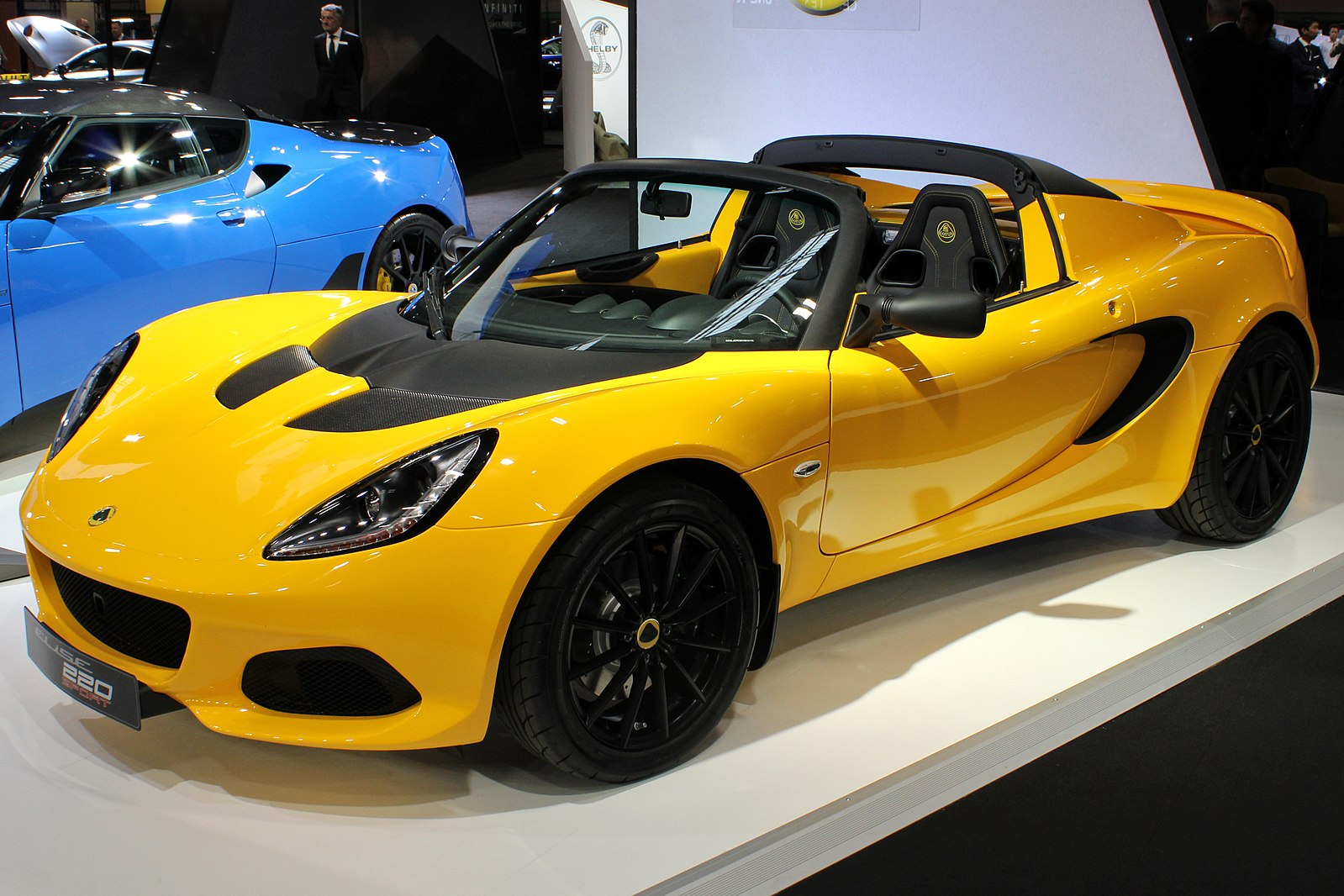
Lotus Elise

Lotus Elise — двухместный заднеприводный родстер, планы по выпуску которого появились в начале 1994 года и были осуществлены в сентябре 1996 английским автопроизводителем Lotus Cars. Автомобиль разгоняется до 240 км/ч. Название Elise автомобиль получил в честь Элизы (англ. Elisa) — внучки Романо Артиоли (итал. Romano Artioli), который был председателем компании в момент выпуска автомобиля..
23 декабря 2021 года стало известно, что Lotus Elise снимается с производства, вместе с 2-я другими моделями компании – Exige и Evora; их должны заменить новые модели.

## Особенности конструкции
Автомобиль имеет клееную раму из экструдированного алюминиевого профиля и пластиковые кузовные панели из фибергласса.
Двигатель расположен сзади, поперечно.

## Поколения
Первое поколение Lotus Elise S1 (Mk1) выпускалось с 1996 по 2000 год.
Второе поколение Lotus Elise S2 (Mk2) — с 2001 по 2011 год. Lotus получил инвестиции от General Motors на создание второго поколения, которое поступило в продажу в 2001 году вместе с аналогами Opel Speedster и Vauxhall VX220 (по партнерскому соглашению часть машин производилась под брендами GM).
Третье поколение Lotus Elise Series 3 выпускалось с 2011 по 2021 год.

## Hennessey Venom GT
Американская компания Hennessey Performance Engineering (из Техаса), специализирующаяся на тюнинге спортивных автомобилей, создала на базе этого автомобиля гиперкар Hennessey Venom GT. Удлинив базу, она стала устанавливать несколько версий сильно модифицированного бензинового двигателя от Chevrolet Corvette ZR1 объёмом в 7 литров с двумя турбонаддувами и разной мощности, попутно проведя немало других доработок автомобиля..

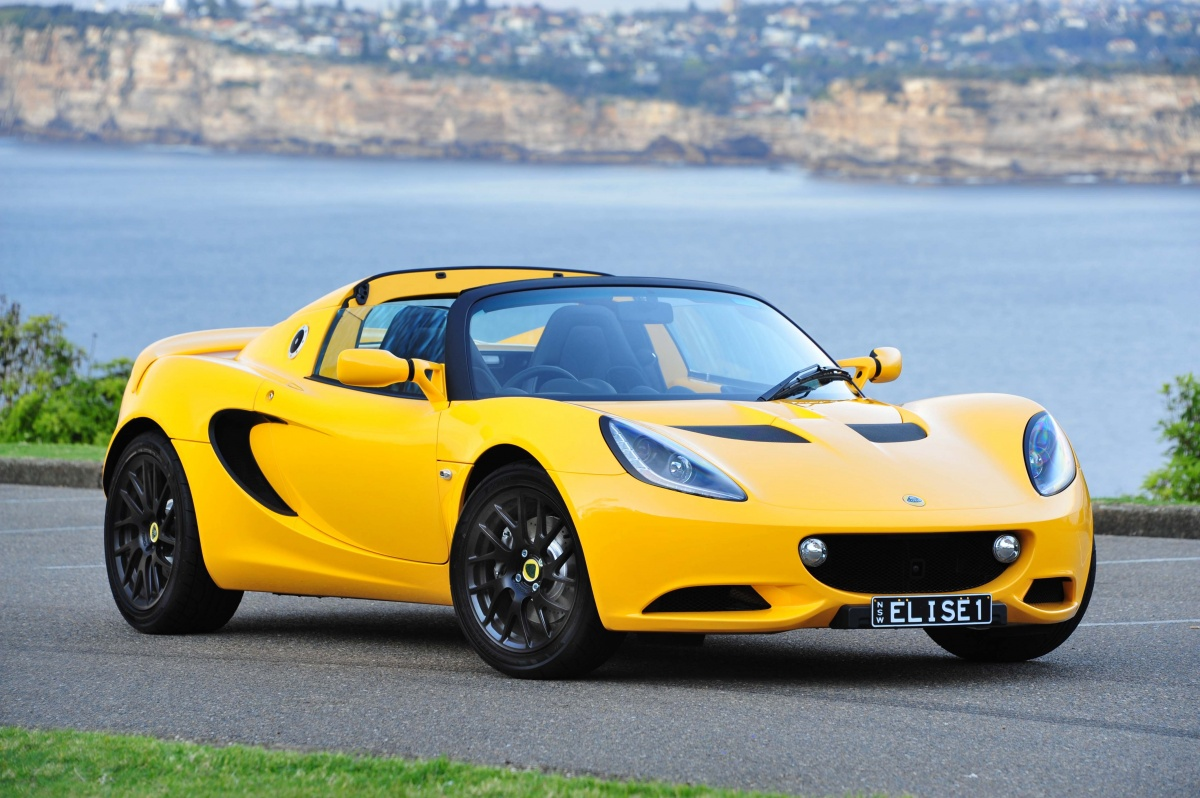
Lotus Elise